# 法希·德比爾

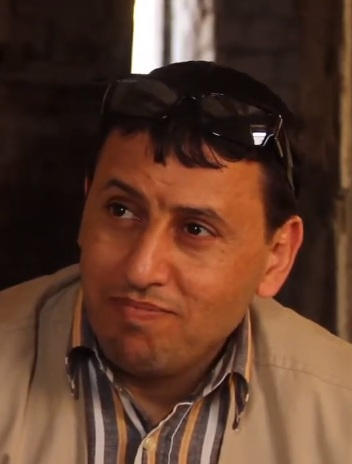
法蒂·德比尔

法蒂·德比尔 （阿拉伯语：‎ ，1972年—）是一名利比亚律师和人权活动家，曾在全国过渡委员会中任職，擔任青年和体育部长。

## 生平
1996年，阿布·萨利姆监狱內1,000多名囚犯被殺害。後來法希·德比爾向這些囚犯的亲属提供法律援助。
2011年2月，法希·德比爾被捕。2月15日，约200名已故阿布·萨利姆监狱囚犯的亲属在班加西示威，要求利比亞卡扎菲當局釋放法希·德比爾。此次示威成為第一次利比亞內戰的導火索。不久法希·德比爾被释放。  2月20日，法希·德比爾向半岛电视台透露，利比亞安全部队在班加西杀死了数十名至数百名抗议者。 
2011年5月30日，法希·德比爾被授予路德維希-特拉里奧國際人權獎。
全国过渡委员会成立後，法希·德比爾在全国过渡委员会內任職。